# 박수영 (1964년)
박수영(朴洙瑩, 1964년 1월 7일~)은 대한민국의 정치인이다. 제21·22대 국회의원이다.

## 학력
- 1970~1976 대연국민학교 졸업
- 1976~1979 부산수영중학교 졸업
- 1979~1982 부산동고등학교 졸업
- 1982~1986 서울대학교 법학 학사
- 1994~1996 하버드 대학교 대학원 정책학 석사
- 2002~2005 버지니아폴리테크닉주립대학교 대학원 행정학 박사

## 경력
- 1985 제29회 행정고등고시 합격
- 2006. 3.~2007.10. 대통령비서실 인사수석비서관실 선임행정관
- 2007. 10.~2008. 3. 중앙인사위원회 성과후생국 국장
- 2008. 5.~2009.11. 안전행정부 인사기획관
- 2009. 11.~2010. 9. 경기도청 경제투자실 실장
- 2010. 9.~2012. 1. 경기도청 기획조정실 실장
- 2013. 4.~2015. 9. 경기도 행정1부지사
- 2015. 11.~2017. 2. 새누리당 경기도당 수원시 정 당원협의회 위원장
- 2017. 2.~2017. 3. 자유한국당 경기도당 수원시 정 당원협의회 위원장
- 2016. 10.~2019. 2. 아주대학교 공공정책대학원 초빙교수
- 2017. 7.~2020. 3. 한반도선진화재단 이사
- 2018. 9.~2020. 4. 한반도선진화재단 대표
- 2020. 4. 15. 대한민국 제21대 국회의원 선거 당선(부산 남구 갑, 미래통합당, 초선)
- 2020. 6.~2020. 9. 미래통합당 부산광역시당 남구 갑 당원협의회 위원장
- 2020. 6.~2020. 8. 미래통합당 정강정책개정특별위원회 미래와의 동행 분과위원회 위원
- 2020. 7.~2020. 9. 미래통합당 부산광역시당 부산행복연구원장
- 2020. 7.~2020. 9. 미래통합당 중앙홍보위원회 위원장
- 2020. 8.~2020. 9. 미래통합당 부산광역시당 코로나19 대책특별위원회 위원장
- 2020. 9. 국민의힘 부산광역시당 부산행복연구원장
- 2020. 9.~2021. 7. 국민의힘 중앙홍보위원회 위원장
- 2020. 9.~2021. 7. 국민의힘 부산광역시당 코로나19 대책특별위원회 위원장
- 2020. 9.~2024. 1. 국민의힘 부산광역시당 남구 갑 당원협의회 위원장
- 2020. 10.~2021. 7. 국민의힘 정책위원회 정부정책 감시 특별위원회 위원
- 2010. 10.~2021. 3. 2021년 재보궐선거 국민의힘 경선준비위원회 위원
- 2020. 12.~2021. 3. 2021년 재보궐선거 국민의힘 공약개발단 지역공약 개발단 부산팀 위원
- 2021. 3.~2021. 4. 2021년 재보궐선거 국민의힘 부산광역시당 선거대책위원회 정책위원장
- 2021. 4. 12.~2021. 5. 부산미래혁신위원회 위원
- 2021. 7.~2021. 7. 제20대 대통령 선거 국민의힘 대선경선준비위원회 위원
- 2021. 8.~2021. 9. 제20대 대통령 선거 국민의힘 최재형 대통령 예비후보 열린캠프 정책본부 정책총괄본부장
- 2021. 9.~2022. 2. 제20대 대통령 선거 국민의힘 공약개발단 '시민소리 혁신정책회의' 경제공약단장
- 2021. 10.~2022. 3. 국민의힘 이재명비리 국민검증 특별위원회 총괄간사 겸 1팀장
- 2021. 12.~2022. 1. 제20대 대통령 선거 국민의힘 윤석열 대통령 후보 선거대책위원회 중앙선거대책위원회 클린선거전략본부 이재명비리국민검증단 부단장
- 2021. 12.~2022. 1. 제20대 대통령 선거 국민의힘 살리는 선거대책위원회 중앙선대위 산하 위원회 내일이 기대되는 대한민국위원회 부위원장
- 2022. 1.~2022. 3. 제20대 대통령 선거 국민의힘 부산 살리는 선거대책위원회 선거대책본부 기획전략본부장 겸 국민공감미래정책단장
- 2022. 1.~2022. 3. 제20대 대통령 선거 국민의힘 윤석열 대통령 후보 선거대책본부 클린선거전략본부 이재명비리국민검증단장
- 2022. 3.~2022. 5. 제20대 대통령 당선인 비서실 특별보좌역
- 2022. 3.~2022. 5. 제20대 대통령직인수위원회 대통령취임준비위원회 위원 겸 기획조정분과 인수위원
- 2022. 5.~2022. 6. 제8회 전국동시지방선거 국민의힘 부산 선거대책위원회 기획본부장(법률지원단, 정책지원단 총괄)
- 2022. 6.~2022.10. 국민의힘 물가민생안전특별위원회 위원
- 2022. 11.~2023. 3. 국민의힘 민생경제안정특별위원회 위원
- 2023. 1.~2024. 5. 국회의장 직속 경제외교자문위원회 위원
- 2023. 3.~2023.10. 여의도연구원 원장
- 2023. 5. 국민의힘 청년정책네트워크 특별위원회 위원
- 2024. 3.~2024. 4. 대한민국 제22대 국회의원 선거 국민의힘 부산광역시당 선거대책위원회 공동정책개발단장 겸 전략기획본부장
- 2024. 4. 10. 대한민국 제22대 국회의원 선거 당선(부산 남구, 국민의힘, 재선)
- 2024. 5.~ 국민의힘 부산광역시당 남구 당원협의회 위원장
- 2024. 6.~2024. 7. 국민의힘 정책위원회 산하 시급한 민생 현안 해결을 위한 연금개혁특별위원회 위원장
- 2024. 6.~2025. 1. 국민의힘 부산광역시당 위원장
- 2024. 7.~2025. 7. 국민의힘 정책위원회 제1정책조정위원장(정무·기재·예결분야)
- 2024. 8.~2024. 12. 국민의힘 중앙연수원 교수
- 2024. 8.~2025. 7. 국민의힘 정책위원회 부의장(정무위·기획재정위·과학기술정보방송통신위·농림축산식품해양수산위·산업통상자원중소벤처기업위·환경노동위·국토교통위·예산결산특별위원회 담당)
- 2024. 9.~2025. 3. 국민의힘 연금개혁특별위원회 위원장
- 2024. 9.~2024. 9. 2024년 하반기 재보궐선거 국민의힘 부산광역시당 부산광역시 금정구청장 보궐선거 공천관리위원회 위원장
- 2024. 9.~2024. 10. 2024년 하반기 재보궐선거 국민의힘 부산광역시당 부산광역시 금정구청장 보궐선거 선거대책위원회 총괄선대본부장
- 2024. 11.~2024. 12. 국민의힘 민생경제특별위원회 위원
- 2025. 1.~2025. 6. 국민의힘 경제활력민생특별위원회 부위원장
- 2025. 4.~2025. 5. 국민의힘 김문수 제21대 대통령 선거 경선후보 문수 대통 김문수 승리캠프 정책총괄본부장
- 2025. 5.~2025. 6.: 제21대 대통령 선거 국민의힘 김문수 대통령 후보 부산 선거대책위원회 기획전략본부장

## 의정 활동
- 2020년 5월 30일~2024년 5월 29일: 제21대 국회의원(부산 남구 갑, 미래통합당→국민의힘, 초선)
  - 2020년 7월~2020년 11월: 제21대 국회 전반기 행정안전위원회 위원
  - 2020년 7월~2021년 5월: 제21대 국회 전반기 예산결산특별위원회 위원
  - 2020년 7월~2024년 5월: 전환기 한국경제 포럼 구성의원
  - 2020년 11월~2021년 10월: 제21대 국회 전반기 정무위원회 위원
  - 2021년 3월~2024년 5월: 국회 글로벌 혁신 연구포럼 구성의원
  - 2021년 10월: 제21대 국회 전반기 행정안전위원회 위원
  - 2021년 10월~2022년 3월: 제21대 국회 전반기 정무위원회 위원
  - 2022년 1월~2022년 3월: 제21대 국회 전반기 예산결산특별위원회 위원
  - 2022년 3월: 제21대 국회 전반기 국방위원회 위원
  - 2022년 3월~2022년 5월: 제21대 국회 전반기 정무위원회 위원
  - 2022년 7월~2024년 5월: 제21대 국회 후반기 산업통상자원중소벤처기업위원회 위원
    - 제21대 국회 후반기 산업통상자원중소벤처기업위원회 산업통상자원특허소위원회 위원
    - 제21대 국회 후반기 산업통상자원중소벤처기업위원회 예산결산소위원회 위원
- 2024년 5월 30일~: 제22대 국회의원(부산 남구, 국민의힘, 재선)
  - 2024년 6월~: 제22대 국회 전반기 기획재정위원회 간사
    - 제22대 국회 전반기 기획재정위원회 경제재정소위원회 위원
    - 제22대 국회 전반기 기획재정위원회 조세소위원회 위원장

  - 대한민국 미래혁신포럼 구성의원
  - 국회세계한인경제포럼 구성의원

## 수상내역
- 2020 국민의힘 국정감사 우수위원
- 2020 대한민국 최우수법률상
- 2020 범시민사회단체연합 좋은 정치인상

## 저서
- 《높은 성과를 내는 정부 만들기》, 삼성경제연구소(2000)
- 《공무원을 위한 변론》, 올리브엠앤비(2006)
- 《달동네 화장실 문고리 좀 달아주세요》, 다움북스(2015)
- 《우리 아이들의 대한민국》, 다움북스(2010)

## 논란
보수 성향의 인터넷 커뮤니티에서 "문재인 대통령이 홀대받았다"고 하면서 게시한 사진에 대해 "언제까지 이런 대통령을 봐야 하나"라고 하였으나 의전 준비과정으로 1초에 지나지 않는 장면으로 악의적인 편집으로 드러나자 사과했다.

## 역대 선거 결과
|  | 31.37% |

|  | 53.57% |

|  | 54.40% |

## 소속 정당
| 소속 정당 | 소속 정당  | 소속 기간 | 비고      |
| --------- | ---------- | --------- | --------- |
|           | 새누리당   | 2015~2017 | 정계 입문 |
|           | 자유한국당 | 2017~2020 | 당명 변경 |
|           | 미래통합당 | 2020      | 합당      |
|           | 국민의힘   | 2020~현재 | 당명 변경 |

## 같이 보기
- 남구 (2024년 부산 선거구)
- 남구 갑 (2004년 부산 선거구)
- 부산 남구의 국회의원
- 경기도 부지사